# Diocese de El Alto
A Diocese de El Alto (em latim:  Dioecesis Altanus) é uma diocese localizada na cidade de El Alto, na província eclesiástica de La Paz, na Bolívia.

## História
- 25 de junho de 1994: criada como Diocese de El Alto a partir da Arquidiocese Metropolitana de La Paz.

## Ordinários
| 3º                       | Giovani Edgar Arana             | 2021–     | Atual                                  |
| 2º                       | Eugenio Scarpellini             | 2013–2020 |                                        |
| 1º                       | Jesús Juárez Párraga, S.D.B.    | 1994-2013 | Nomeado Arcebispo de Sucre             |
| Bispos-auxiliares        |                                 |           |                                        |
|                          | Pascual Limachi Ortiz           | 2019-2021 | Nomeado prelado de Corocoro            |
|                          | Giovani Edgar Arana             | 2018-2021 | Elevado a Bispo                        |
|                          | Eugenio Scarpellini             | 2010-2013 | Elevado a Bispo                        |
|                          | Fernando Bascopé Müller, S.D.B. | 2010-2014 | Nomeado Ordinariato Militar da Bolívia |
| Administrador Apostólico |                                 |           |                                        |
|                          | Pascual Limachi Ortiz           | 2020-2021 | Bispo auxiliar da mesma                |